# Màriam Serrà i Fernàndez
Màriam Serrà i Fernàndez (Barcelona, 1950) és una lingüista, escriptora, assagista, traductora, correctora i professora de llengua catalana.
Des del seu vessant de lingüista i escriptora, Serrà s'ha dedicat sempre a la defensa i la divulgació de la llengua i la cultura dels Països Catalans. El març de 2022 fou elegida presidenta de l'Associació Llengua Nacional en substitució d'Abel Carretero, que va estar al capdavant de l'entitat entre el 2017 i el 2022. Serrà ha treballat conjuntament amb el gramàtic Josep Ruaix i Vinyet. Com a escriptora, és autora de l'assaig Verges i la processó que no es veu (1998) i d'alguns llibres de narrativa infantil, com ara Els gronxadors de la mar (2002) o Petita història de la Processó de Verges (2017). És col·laboradora en diversos mitjans de comunicació escrits i també s'ha dedicat a la traducció professionalment, especialitzant-se en la traducció de literatura infantil i juvenil, sobretot per a l'editorial Brúixola. Entre d'altres, ha traduït de l'anglès dues obres de l'autor croat Svjetlan Junakovic, dues aventures de Raymond Knister i un grapat de les ideades per Barbara Park.